# سلولي (غرمخان)
سلولي (بالفارسية: سلولی) هي قرية تقع في إيران في قسم غرمخان الريفي. يقدر عدد سكانها بـ 1,616 نسمة .